# Igor Rabello
Igor Rabello da Costa (Rio de Janeiro, 28 de abril de 1995) é um futebolista brasileiro que atua como zagueiro. Atualmente joga pelo Fluminense. 

## Carreira

### Categorias de base
Nascido e criado na cidade do Rio de Janeiro, Igor Rabello deu seus primeiros passos rumo ao futebol profissional jogando futsal pelo Madureira e pelo Grajaú. Aos dez anos, foi para o Fluminense e logo migrou para o futebol de campo. Depois de seis anos no tricolor, deixou o clube após seu representante não chegar a um acordo com o clube. À época, muitos elogiavam o zagueiro, mas achavam que ele não chegaria aos profissionais.
Em 2012 transferiu-se para o Botafogo, onde colecionou títulos ao longo dos anos nas categorias de base: conquistou o Torneio Guilherme Embry Sub-16 em 2012; foi bicampeão do Torneio Octávio Pinto Guimarães em 2013 e 2015; e levantou a taça do Campeonato Carioca Sub-20 de 2014.

### Início no Botafogo
Em 2014, chegou a ser relacionado para alguns jogos do Campeonato Brasileiro, sem entrar em campo. Da mesma forma, em 2015, foi integrado ao elenco principal durante a pré-temporada, sem participar de nenhuma partida. Sua subida aos profissionais aconteceu efetivamente em 2016, ao lado de Ribamar. No entanto, ao contrário do companheiro, teve poucas chances na equipe titular e acabou emprestado ao Náutico em maio.

### Náutico
No clube pernambucano, Rabello chegou com o aval do técnico Alexandre Gallo, que comandara o atleta na Seleção Brasileira Sub-20. Ainda assim, demorou a ganhar espaço e só estreou no segundo turno da Série B. Aos poucos, porém, se firmou como titular e se tornou peça importante da equipe, que deixou o acesso para a Série A escapar na última rodada. Com a camisa do Náutico, o zagueiro ganhou o apelido de general e deixou o clube ao fim da temporada com 15 partidas e dois gols marcados.

### Retorno ao Botafogo
De volta de empréstimo, o zagueiro começou o ano na reserva do alvinegro. Chegou a receber algumas oportunidades durante o Campeonato Carioca, mas se firmou na equipe titular após seu primeiro jogo na Libertadores, na vitória por 1–0 diante do Atlético Nacional, quando teve atuação destacada ao lado do argentino Joel Carli. A partir de então, não saiu mais do time titular, e começou a receber sondagens de equipes europeias, como Udinese, Anderlecht e Werder Bremen. Além do bom desempenho na defesa, Igor Rabello chamou atenção também ao marcar o gol da vitória, de cabeça, na partida contra o Corinthians, válida pelo segundo turno do Campeonato Brasileiro. O tento foi apenas seu segundo pelo Glorioso, uma vez que havia marcado também contra o Fluminense, no Campeonato Carioca.
Em 2018, foi campeão do Campeonato Carioca com o Botafogo e escolhido para a seleção do torneio, ao lado do zagueiro Gum, do Fluminense.
Continuou tendo boas atuações no Campeonato Brasileiro, atraindo assim a atenção do Basel, da Suíça, e do Anzhi Makachkala, da Rússia.

### Atlético Mineiro
Em 4 de janeiro de 2019, Rabello foi contratado pelo Atlético Mineiro, assinando contrato de quatro anos.
Em junho de 2022 teve seu contrato renovado, por mais três anos, até dezembro de 2025.
Igor encerrou a temporada 2024,  com 26 partidas disputadas e apenas um gol marcado. Ele perdeu espaço com o técnico Gabriel Milito.
Encerrou sua passagem no Galo com 202 partidas oficiais, 8 gols marcados e 9 títulos conquistados. Se despediu da Massa Atleticana em partida realizada na Arena MRV pelo Campeonato Brasileiro no dia 17 de agosto de 2025.

### Fluminense
No dia 18 de agosto de 2025 desembarcou no Rio de Janeiro já falando à imprensa como atleta do Fluminense, comentando sobre a realização do sonho de estrear no Tricolor profissionalmente após ter passado anos nas divisões de base em Xerém, além da possibilidade de atuar ao lado do ídolo Thiago Silva .

## Seleção Brasileira

### Sub-20
Em julho de 2014, foi convocado pela Seleção Sub-20 para disputar o Torneio Internacional de Cotif, em Valência. Na campanha que terminou com título brasileiro, o zagueiro participou de três jogos, com direito a um gol diante da Argentina na semifinal.

## Estatísticas

### Clubes
Atualizado em 13 de agosto de 2025.
| Clube             | Temporada         | Liga  | Liga | Copa  | Copa | Continental | Continental | Outros | Outros | Total | Total |
| Clube             | Temporada         | Jogos | Gols | Jogos | Gols | Jogos       | Gols        | Jogos  | Gols   | Jogos | Gols  |
| ----------------- | ----------------- | ----- | ---- | ----- | ---- | ----------- | ----------- | ------ | ------ | ----- | ----- |
| Botafogo          | 2016              | 0     | 0    | 1     | 0    | —           | —           | 1      | 0      | 2     | 0     |
| Botafogo          | 2017              | 31    | 1    | 4     | 0    | 5           | 0           | 7      | 1      | 47    | 2     |
| Botafogo          | 2018              | 37    | 3    | 1     | 0    | 6           | 0           | 17     | 2      | 61    | 5     |
| Botafogo          | Total             | 68    | 4    | 6     | 0    | 11          | 0           | 25     | 3      | 110   | 7     |
| Náutico           | 2016              | 15    | 2    | —     | —    | —           | —           | —      | —      | 15    | 2     |
| Náutico           | Total             | 15    | 2    | —     | —    | —           | —           | —      | —      | 15    | 2     |
| Atlético Mineiro  | 2019              | 33    | 0    | 4     | 0    | 17          | 0           | 10     | 0      | 64    | 0     |
| Atlético Mineiro  | 2020              | 24    | 1    | 2     | 0    | 1           | 0           | 8      | 2      | 35    | 3     |
| Atlético Mineiro  | 2021              | 12    | 0    | 7     | 0    | 5           | 0           | 13     | 2      | 37    | 2     |
| Atlético Mineiro  | 2022              | 7     | 1    | 3     | 0    | 1           | 0           | 8      | 0      | 19    | 1     |
| Atlético Mineiro  | 2023              | 11    | 0    | —     | —    | 2           | 0           | —      | —      | 13    | 0     |
| Atlético Mineiro  | 2024              | 16    | 1    | 1     | 0    | 3           | 0           | 6      | 0      | 26    | 1     |
| Atlético Mineiro  | 2025              | 4     | 0    | 2     | 1    | 1           | 0           | 1      | 0      | 8     | 1     |
| Atlético Mineiro  | Total             | 107   | 3    | 19    | 1    | 30          | 0           | 46     | 4      | 202   | 8     |
| Fluminense        | 2025              | 0     | 0    | 0     | 0    | 0           | 0           | 0      | 0      | 0     | 0     |
| Fluminense        | Total             | 0     | 0    | 0     | 0    | 0           | 0           | 0      | 0      | 0     | 0     |
| Total na carreira | Total na carreira | 190   | 9    | 25    | 1    | 41          | 0           | 71     | 7      | 327   | 17    |

1. 1 2 3  Jogos de Copa Libertadores.
2. 1 2  Jogos de Campeonato Carioca.
3. 1 2  Jogos de Copa Sul-Americana.
4. ↑  Nove jogos de Copa Libertadores, oito jogos de Copa Sul-Americana.
5. 1 2 3 4  Jogos de Campeonato Mineiro.

## Títulos
Botafogo
- Campeonato Carioca: 2018

Atlético Mineiro
- Campeonato Brasileiro: 2021
- Copa do Brasil: 2021
- Campeonato Mineiro: 2020, 2021, 2022, 2023, 2024 e 2025
- Supercopa do Brasil: 2022

Seleção Brasileira Sub-20
- Torneio Internacional de COTIF: 2014

### Prêmios individuais
| Ano  | Premiação                                      | Prêmio          | Time             | Resultado | Ref.   |
| ---- | ---------------------------------------------- | --------------- | ---------------- | --------- | ------ |
| 2018 | Melhores do Campeonato Carioca                 | Melhor zagueiro | Botafogo         | Venceu    | [ 19 ] |
| 2021 | Seleção do Campeonato Mineiro (TV Globo Minas) | Melhor zagueiro | Atlético Mineiro | Venceu    | [ 27 ] |

## Educação física
Paralelamente à carreira como jogador profissional, Igor Rabello seguiu também a carreira acadêmica e graduou-se em Educação Física, com licenciatura e bacharelado.